# FK Kruoja Pakruojis
Futbolo klubas Kruoja var en fotbollsklubb i Pakruojis i Litauen. 

## Historia
Futbolo klubas Kruoja grundades 2001. Slutligen försvunnit 2015.

## Placering tidigare säsonger
| Säsong | Nivå | Liga       | Placering | Referens | Notering                   |
| ------ | ---- | ---------- | --------- | -------- | -------------------------- |
| 2001   | 3    | Antra lyga | 9         | [ 1 ]    |                            |
| 2002   | 3    | Antra lyga | 8         | [ 2 ]    |                            |
| 2003   | 3    | Antra lyga | 6         | [ 3 ]    |                            |
| 2004   | 3    | Antra lyga | 1         | [ 4 ]    | Uppflyttad till Pirma lyga |
| 2005   | 2    | Pirma lyga | 10        | [ 5 ]    |                            |
| 2006   | 2    | Pirma lyga | 4         | [ 6 ]    |                            |
| 2007   | 2    | Pirma lyga | 4         | [ 7 ]    |                            |
| 2008   | 2    | Pirma lyga | 10        | [ 8 ]    | Uppflyttad till A lyga     |
| 2009   | 1    | A lyga     | 8         | [ 9 ]    |                            |
| 2010   | 1    | A lyga     | 7         | [ 10 ]   |                            |
| 2011   | 1    | A lyga     | 5         | [ 11 ]   |                            |
| 2012   | 1    | A lyga     | 4         | [ 12 ]   |                            |
| 2013   | 1    | A lyga     | 5         | [ 13 ]   |                            |
| 2014   | 1    | A lyga     | 2         | [ 10 ]   |                            |
| 2015   | 1    | A lyga     | 10        | [ 14 ]   |                            |

## Kända spelare
- Tadas Eliošius
- Igoris Morinas
- Raimondas Vilėniškis